# John Fields
John Fields  é um produtor musical e compositor premiado por Grammys e muitos prêmios.
Entre as produções de John estão: Switchfoot, Jonas Brothers, Miley Cyrus,
Jimmy Eat World, Delta Goodrem,  Backstreet Boys,  Demi Lovato, Selena Gomez & The Scene

## Biografia
Nativo de Boston, Jonh se apaixonou por música pop muito cedo e aprendeu(sozinho) a tocar guitarra, baixo, piano e percussão. Enquanto "produzia" em várias bandas locais, ficou fascinado com a arte de gravar e definiu o seu olhar para se tornar um produtor musical.
John mudou-se para Minneapolis nos seus primeiros 20 anos e estabeleceu Oct Records e Funkytown Studios com seu tio, Steven Greenberg (que escreveu o discoteca smash, "Funkytown"). John descoberto, assinada e produziu inúmeros artistas para Oct Records, incluindo The Honeydogs, que mais tarde lançadas em álbuns Mercury e Palm.
Durante este tempo, John continuou trabalhando como um músico, cofundador Greazy Meal, um banda de rock/funk que se tornou muito popular na região. Esta experiência ajudou a reforçar ainda mais as suas habilidades como produtor, e sua reputação entre os artistas no Centro-Oeste. John mudou-se para Los Angeles, em 2002, e desde então tem estado ocupado. "